# Jacob Herman Bing
Jacob Herman Bing (26. juni 1811 i København – 20. juni 1896 i København) var en dansk fabrikant.
Hans far, Herman/Heiman Jacob Bing, havde en bog- og papirhandel, som han sammen med sin ældre bror Meyer Herman Bing overtog ved faderens død i 1844. To år senere flyttede forretningen til hjørnet af Kronprinsensgade og Pilestræde i København og blev kendt som specialforretning for kunst- og galanterivarer (H.J. Bing & Søn). Derudover drev brødrene forlagsvirksomhed og udgav mange betydningsfulde bøger, bl.a. børnebilledbogen Den store Bastian af den tyske læge Heinrich Hoffmann. De to brødre grundlagde også sammen med kobberstikker Martinus William Ferslew et litografisk etablissement, der 1857 overgik til etatsråd Jean Christian Ferslew. Så tidligt som 1852 havde brødrene sammen med Frederik Vilhelm Grøndahl oprettet porcelænsfabrikken Bing & Grøndahl.
Han er begravet på Mosaisk Nordre Begravelsesplads.